# Fermín Uriarte
Fermín Uriarte (1902 - data de morte desconhecida) foi um futebolista uruguaio.

## Carreira
Fermín Uriarte foi, com a seleção uruguaia, campeão da atual Copa América em dois ocasiões: 1923 e 1924.[carece de fontes?] Em 1924, viajou para disputar os Jogos Olímpicos de Paris para defender a equipe de futebol de seu país, mas antes do torneio foi expulso da equipe por mau comportamento. Apareceu 14 vezes para a seleção nacional de futebol do Uruguai entre 1923 e 1925.[carece de fontes?]